# Хелюля (село)
Хелю́ля (фин. и карел. Helylä) — село в составе Сортавальского городского поселения, до июля 2020 года в составе Хелюльского городского поселения Сортавальского района Республики Карелия.

## Общие сведения
Расположено на берегу реки Тохмайоки, на автодороге Сортавала — Олонец.

## Население
| 2002 | 2009 | 2010 | 2013 |
| ---- | ---- | ---- | ---- |
| 675  | ↗679 | →679 | ↘668 |

## Улицы
- ул. Заречная
- ул. Луговая
- ул. Молодёжная
- шоссе Хелюльское
- ул. Центральная